# Anagrus empoascae
Anagrus empoascae är en stekelart som beskrevs av Dozier 1932. Anagrus empoascae ingår i släktet Anagrus och familjen dvärgsteklar. Inga underarter finns listade i Catalogue of Life.